# هپاران سولفات

Structure formula of a heparan sulfate subunit

هپاران سولفات (به انگلیسی: Heparan sulfate) یک پلی‌ساکارید خطی مهم است که در بافت‌های بدن اغلب جانداران وجود دارد. اتصال دو یا سه مولکول هپاران سولفات به یکدیگر در سطح سلول یا فضای خارج سلولی یک گلیکوزآمینوگلیکان را تشکیل می‌دهد. هپاران سولفات از اجزای مهم ماتریکس بیرون سلولی و غشای قاعده‌ای است.هپاران سولفات به عنوان پروتئوگلیکانی (HSPG) که در آن دو یا سه زنجیره HS در مجاورت نزدیک به سطح سلول یا به پروتئین ماتریکس خارج سلولی متصل می‌شود.فرم HS، متصل به انواع لیگاند پروتئین در نظیم طیف گسترده‌ای از فعالیت های بیولوژیکی، از جمله فرایندهای توسعه، رگ زایی،انعقاد خون و متاستاز تومور نقش دارد.
این مولکول به عنوان رسپتور برای ورود برخی میکروبها مانند ویروس سین‌سیشیال تنفسی به داخل سلول عمل می‌کند و در بافت های متفاوت بویژه مغز و دیواره رگ ها افت می‌شود.
ماده هپارین که به عنوان ماده ضد لخته شدن خون شناخته می شود، نوعی هپاران سولفات قوی است که بر خلاف هپاران سولفات، در ماست سل وجود دارد.